# 영화 (후한)
영화(永和)는 중국 후한(後漢) 순제(順帝)의 세 번째 연호이다. 136년 1월에서 142년 1월까지 6년 동안 사용하였다.

## 개원
양가(陽嘉) 5년 1월 15일(136년 3월 5일)에 연호를 영화(永和)로 개원함.

## 연대대조표
| 영화                | 원년       | 2년        | 3년        | 4년        | 5년        | 6년        | 7년        |
| 서력                | 136년      | 137년      | 138년      | 139년      | 140년      | 141년      | 142년      |
| 육십간지 (六十干支) | 병자(丙子) | 정축(丁丑) | 무인(戊寅) | 기묘(己卯) | 경진(庚辰) | 신사(辛巳) | 임오(壬午) |

## 같이 보기
- 다른 왕조의 같은 연호
  - 동진(東晉) 영화(345년 ~ 356년)
  - 후진(後秦) 영화(416년 ~ 417년)
  - 북량(北凉) 영화(433년 ~ 439년)
  - 민(閩) 영화(935년)

- 중국의 연호